# Зелене озеро
Зеле́не О́зеро — ландшафтний заказник місцевого значення в Україні. Об'єкт розташований на території Подільського району Києва, поруч з вулицею Сирецькою.

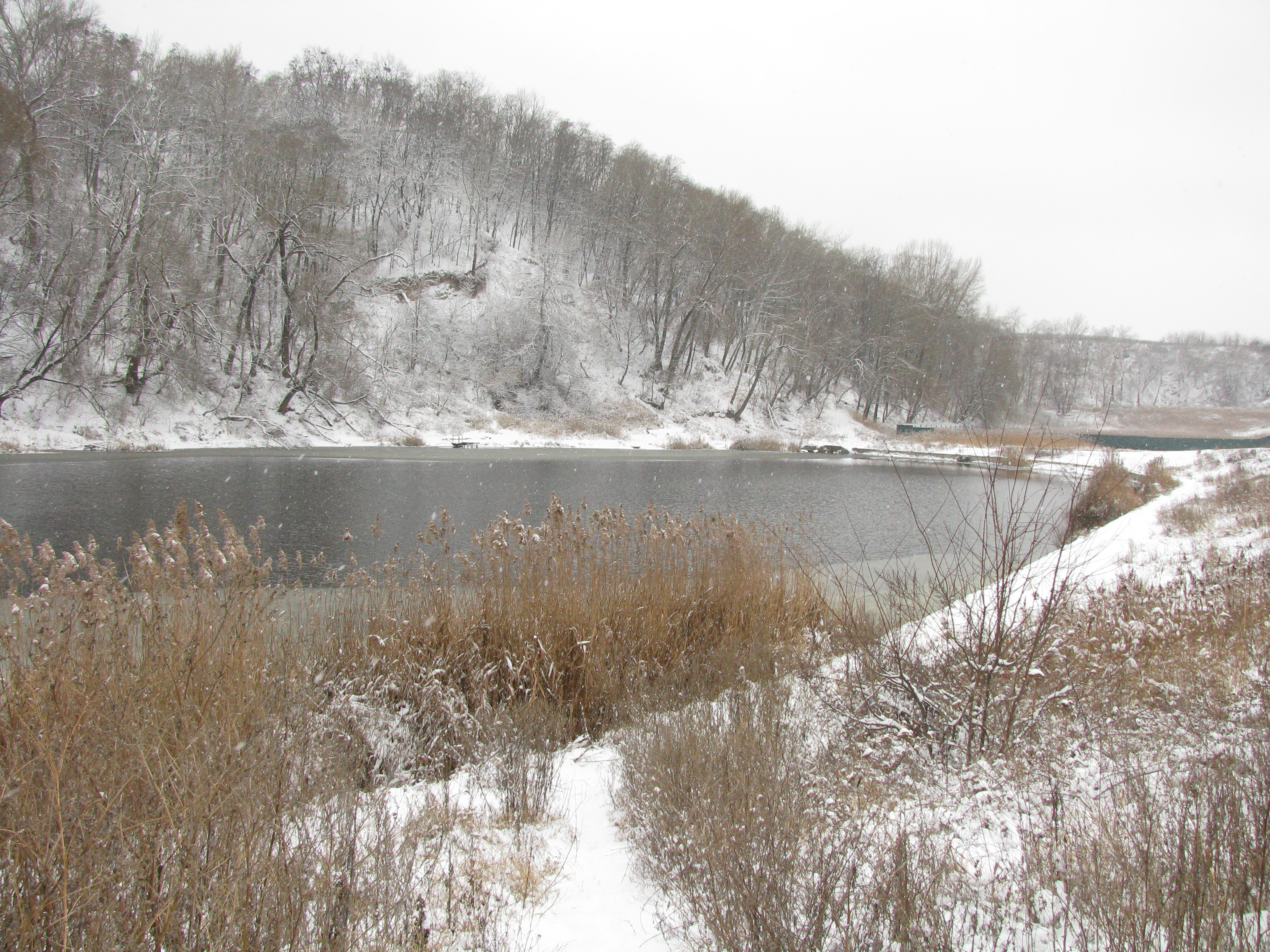
Зелене озеро (Пінгвін)

Площа — 6,6 га, статус отриманий у 2018 році.